# Виттенберг, Соломон Яковлевич
Соломон Яковлевич Виттенберг (1852, Николаев, Херсонская губерния, Российская империя — 11 (23) августа 1879, там же) — учитель математики (репетитор), революционер-народоволец. По данным Российской еврейской энциклопедии, первый еврей, казнённый в Российской империи по политическому делу.

## Биография
Родился в городе Николаеве, в семье ремесленника, в бедной еврейской семье, отец занимался починкой и продажей старых зеркал. Учился в Николаевской гимназии, которую не окончил вследствие столкновения с начальством. В Вене был вольным слушателем Венского технологического института, который не окончил из-за недостатка средств. В 1876 году вернулся в Николаев. Зарабатывал репетиторством по математике. Вёл антиправительственную пропаганду среди рабочих, солдат и матросов в Херсонской губернии. В начале 1877 года без определённого обвинения был заперт в Николаевском морском остроге, и лишь через пять недель освобождён. 24 июля (5 августа) 1878 года принял участие в одесской демонстрации в знак протеста против смертного приговора революционеру-народнику Ивану Ковальскому, оказал вооружённое сопротивление полиции.
С мичманом Александром Калюжным организовал в Николаеве общество для распространения социалистических идей. Вместе с боцманом Иваном Логовенко готовил покушение на императора Александра II, но 16 (28) августа 1878 года был выдан провокатором и арестован на конспиративной квартире. При обыске у них были найдены гальванические батареи, которые Логовенко похитил в минном парке во время службы на флоте, и большое количество нелегальной литературы. Они собирались взорвать императора, когда тот проезжал через Николаев, причём мина должна была быть приведена в действие гальванической батареей с помощью электричества. Летом 1879 года он был переведён в заключение в Одессу. На «Процессе двадцати восьми» над революционерами-народниками, который проходил 6—17 августа (25 июля — 5 августа по старому стилю) 1879 года, приговорён к смертной казни. 10 (22) августа 1879 из одесского каземата отправлен в Николаев, на следующий день за городской стеной между Поповой и Широкой Балками был повешен. Военный губернатор Николаева Николай Андреевич Аркас дал распоряжение похоронить преступников так, чтобы никто не мог узнать их могилы.
Виттенберг написал мужественное предсмертное письмо (опубликованное в газете «Народная воля», 1879, № 1). Переданные на волю после «Процесса двадцати восьми» предсмертные письма Дмитрия Лизогуба (который тоже был приговорен к смертной казни) и Виттенберга послужили революционной агитации
Сегодня о заговоре против императора в Николаеве напоминают сохранившееся здание на Инженерной, 10, где готовилось покушение и улица 8-я Слободская (ранее улица Логовенко), которой дали имя боцмана Логовенко.